# Desalinizadora Minera Candelaria
La desalinizadora Minera Candelaria es una planta procesadora de agua de mar que produce 500 l/s de agua para uso industrial en sus instalaciones de la Región de Atacama.

## Ubicación
La planta se encuentra ubicada en puerto Punta Padrones de la Compañía Contractual Minera Candelaria, a 3 km al sur de la ciudad de Caldera

## Planta
La planta es el producto de una inversión de 330 millones de dólares iniciada en 2011. Está formada por el ducto de extracción desde el mar hacia la planta, una desaladora que produce 500 l/s, el ducto de devolución de la salmuera al mar, la estación de bombeo, un acueducto de 500 l/s de capacidad y de aproximadamente 80 km de extensión entre la planta desalinizadora y la piscina de almacenamiento ubicado en el sector Bodega (mineras Candelaria y Ojos del Salado en Tierra Amarilla).
Desde ese sector Bodega se conecta con el acueducto Chamonate-Candelaria y se le agregan las aguas servidas provenientes de la Planta de Tratamiento de Aguas Chañar S.A.
Una línea de electricidad de aproximadamente 100 km de longitud también pertenece al proyecto. 
Inició sus operaciones en 2013.: 99 
La empresa entrega 40 l/s de su producción a la empresa sanitaria de la ciudad.